# 費爾菲爾德鎮區 (印地安納州蒂珀卡努縣)
費爾菲爾德鎮區（英語：Fairfield Township）是位於美國印地安納州蒂珀卡努縣的一個行政鎮區。

## 地方資料
根據2010年美國人口普查的數據，費爾菲爾德鎮區的面積為72.70平方千米，當中陸地面積為71.40平方千米，而水域面積為1.30平方千米。當地共有人口51113人，而人口密度為每平方千米703.07人。